# Titularerzbistum Leucas
Leucas (ital.: Leucade) ist ein Titularerzbistum der römisch-katholischen Kirche. 
Es geht zurück auf einen untergegangenen Bischofssitz auf der griechischen Insel Lefkada im Ionischen Meer.
| Titularerzbischöfe von Leucas |                        |                                                                                       |                   |                    |
| Nr.                           | Name                   | Amt                                                                                   | von               | bis                |
| 1                             | Pierre Chatelus        | emeritierter Bischof von Nevers (Frankreich)                                          | 22. April 1932    | 25. Februar 1943   |
| 2                             | Liberato Tosti         | Apostolischer Nuntius                                                                 | 5. September 1946 | 20. Oktober 1950   |
| 3                             | Alfonso Espino y Silva | Koadjutorerzbischof von Monterrey (Mexiko)                                            | 15. Mai 1951      | 29. Juli 1952      |
| 4                             | Ivan Bucko             | Apostolischer Visitator der Ukrainischen Griechisch-Katholischen Kirche in Westeuropa | 27. April 1953    | 21. September 1974 |